# MASN
MASN (Moving Anthropology Student Network) je neodvisno združenje in odprt program za povezovanje in ustvarjanje. Termin »student« (»študentski«) moramo razumeti v širšem smislu, s čimer je mreža odprta za vse, ki se zanimajo za socialno in kulturno antropologijo, ki radi delijo svoje izkušnje, ter promovirajo vzajemen učni proces. Ustanovljena leta 2005, mreža študentov in za študente preko letnih MASN konferenc danes združuje študente in strokovnjake. Konference gostijo vsako leto različne države in skupine ljudi. Ideja MASNa je izmenjava znanja in izkušenj na bazi odnosa iz oči v oči, ter skozi prisotnost na spletnem omrežju, ki vključuje domačo spletno stran s prostorom za diskusijo, s koledarjem dogodkov in možnostjo objavljanja.

Že od vsega začetka se pobudniki MASNa trudijo vzdrževati odprte možnosti za razvoj te mreže. Le tako lahko garantiramo neomejeno gibanje ljudi in idej ter zagotovimo prostor, ki omogoča razvoj dinamike v veliko različnih smereh. Danes MASN povezuje nekaj sto antropologov in drugih, ki jih zanimajo antropološke tematike, iz več kot šestdesetih držav. Gre za odprt program, ki sledi »bottom-up« pristopu. Domača spletna stran in interesne skupine, ki se tam tvorijo, predstavljajo virtualno povezovalno orodje, ki ponuja odprte diskusije in forume z informacijami za člane MASNa, ki ne le podpirajo, temveč definirajo to mrežo.

Konference
Poleg interakcij, ki se odvijajo v virtualnem prostoru, so konference MASNa osrednji dogodki te mreže. V celoti so organizirane s strani lokalnih MASN skupin, in njihov glavni cilj je omogočanje komunikacije med udeleženci iz oči v oči. Predstavitve, okrogle mize, delavnice in obstranski dogodki se pogosto poglobijo v dela, ki so šele v procesu nastajanja, v zaključne projekte, metodološke pristope, in akademske kulture z različnih kotov in perspektiv.

Prejšnjih devet MASNovih konferenc se je odvilo na različnih koncih Evrope: v Avstriji, na Hrvaškem (dvakrat), na Poljskem (dvakrat), v Nemčiji, Italiji, Sloveniji in na Irskem. Recenziranje prispevkov, nastanitev, obstranske dejavnosti in financiranje so v vseh primerih koordinirali »mladi strokovnjaki« za »mlade strokovnjake« brez kakršnihkoli hierarhičnih struktur.

1. MASN konferenca »Connecting Europe - Transcending Borders«:
3. - 6. november 2005, Ottenstein, Avstrija

2. MASN konferenca »Anthropology in Action«:
8. - 12. november 2006, Opatija, Hrvaška

3. MASN konferencea »Acting upon Reality«:
18. - 22. april 2007, Łopuszna, Poljska

4. MASN konferenca »Exploring Anthropology: Perspectives on Interactions, Changes & Challenges«:
7. - 11. november 2007, Blaubeuren, Nemčija

5. MASN konferenca »Empowering Sociology«:
4. - 9. maj 2008, Siena, Italija

6. MASN konferenca »Boundaries, Borders and Frontiers«:
19. -24. avgust 2008, Osilnica, Slovenija

7. MASN konferenca »Human rights and ethics in antropological perspective«:
24. - 28. marec 2010, Krzyżowa, Poljska

8. MASN konferenca »Anthropological Trajectories«:
20. - 22. avgust 2010, Maynooth, Irska

9. MASN konferenca »What Are We Doing?«:
2. - 6. maj 2011, Ludbreg, Hrvaška

Glej tudi
Hirschfeld, Benjamin: Das Moving Anthropology Student Network oder »Der Blick Über Den Eigenen Tellerrand«. Cargo Zeitschrift für Ethnologie. Cargo št. 27 - CARGO 2.0. Halle, april 2007, str. 35–37. --> povezava
Hirschfeld, Benjamin; Pasieka, Agnieszka; Reinberg, Niko; Volesky, Shawn: The Moving Anthropology Student Network — MASN. V: EASA-Newsletter 44, julij 2007, str. 11–13. --> povezava Arhivirano 2011-10-06 na Wayback Machine.
Höll, Andreas; Zemmerich, Falko: Das Moving Anthropology Student Network (MASN). Ethnologik, Herbst/Winter 2007, str. 28–34. --> povezava
Zunanje povezave
•	MASN International